# 安潔紐·艾莉絲
安潔紐·艾莉絲（英語：Aunjanue Ellis，1969年2月21日—）是一名美国女演員。她最為人所知的作品包括电视连续剧《法網豪情》《真愛如血》《心計》《谍网》，以及电影《怒海潛將》《相助》《一个国家的诞生》《美国不平等的根源》《五分钱男孩》等。

## 外部連結
- 安潔紐·艾莉絲在互联网电影资料库（IMDb）上的資料（英文）